# Strażnica SG Lelkowo
Strażnica SG Lelkowo – graniczna jednostka organizacyjna polskiej straży granicznej realizująca zadania bezpośrednio w ochronie granicy państwowej.

## Formowanie i zmiany organizacyjne
W 1993 roku Straż Graniczna przejęła obiekty po byłym Kółku Rolniczym w Lelkowie, które po częściowej modernizacji adaptowano na potrzeby siedziby nowej strażnicy SG w Lelkowie. Jednostka została włączona do systemu ochrony granicy państwowej W-MOSG z dniem 1.01.1994.
W wyniku realizacji kolejnego etapu zmian organizacyjnych w Straży Granicznej w 2002 roku, strażnica w Lelkowie uzyskała status strażnicy SG kategorii I.

## Ochrona granicy
Strażnica w Lelkowie przejęła od strażnicy SG Braniewo odcinek granicy o długości 13,5 km od znaku granicznego nr 2357 (wył.) do znaku granicznego nr 2381 oraz teren gminy Lelkowo i gminy Pieniężno włączonych w całości do strefy nadgranicznej. 

## Komendanci strażnicy
- ppor. SG Krzysztof Strankowski (15.09.1993-15.12.1997)
- por. SG Janusz Bazydo (16.12.1997-1.01.2003)
- ppłk SG Leszek Jakubowski (2.01.2003-?)[2]